# Мельпомена

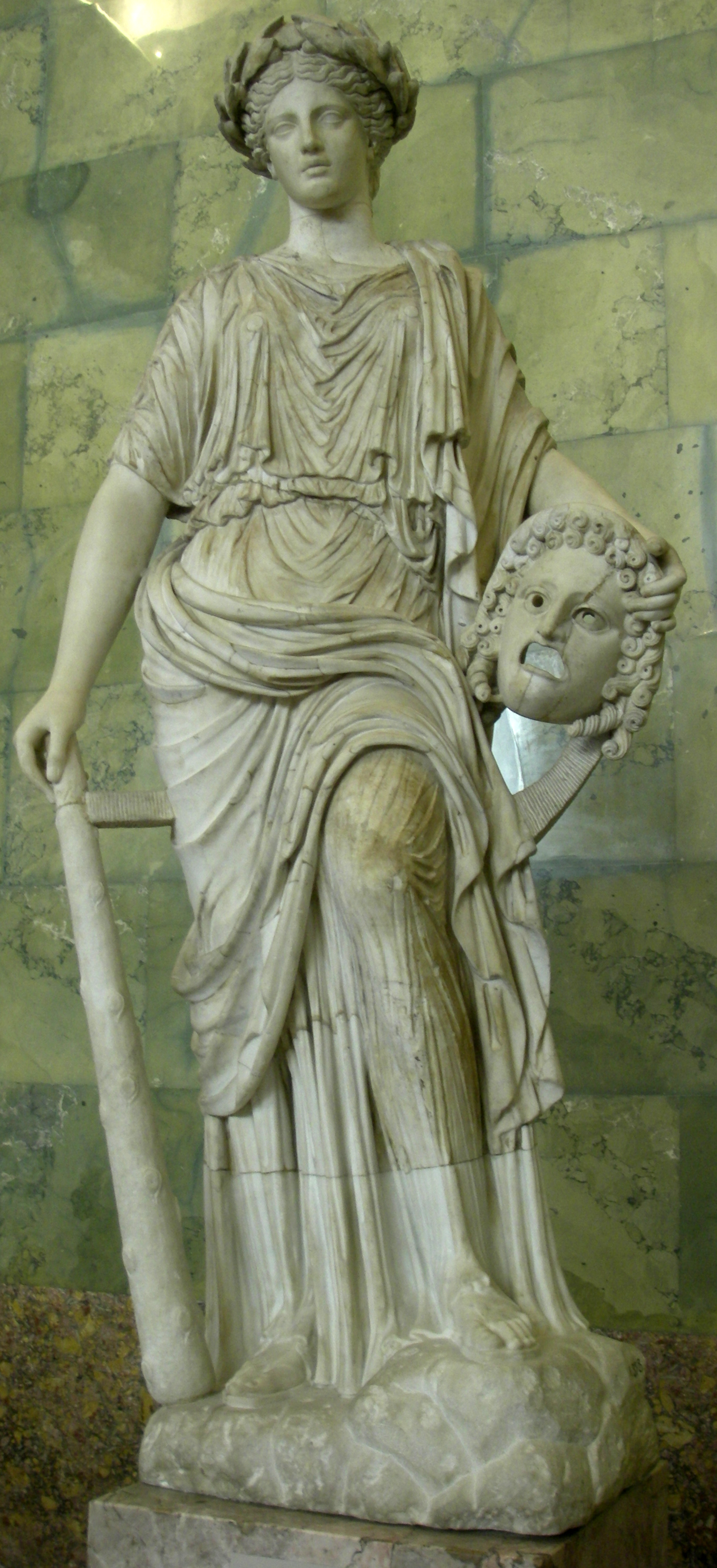
Статуя Мельпомены (Эрмитаж)

Мельпоме́на (др.-греч. Μελπομένη) — в древнегреческой мифологии муза трагедии. Одна из девяти дочерей Зевса и Мнемосины, мать сирен (от Ахелоя).
Изображалась в виде женщины с повязкой на голове и в венке из листьев винограда или плюща, в театральной мантии, с трагической маской в одной руке и мечом или палицей в другой (символ неотвратимости наказания человека, нарушающего волю богов).
Согласно Диодору, получила имя от мелодии (мелодиа), радующей слушателей.
В честь Мельпомены Геродот назвал IV книгу своей «Истории», в которой рассказывается о войне и победе скифов над вторгнувшимся в их пределы 600-тысячным войском персидского царя Дария I за 30 лет до Фермопильского сражения.
В честь Мельпомены назван астероид (18) Мельпомена, открытый в 1852 году.